# Liste des inscriptions en gaulois
Cette page liste les principales inscriptions en gaulois ainsi que leurs translittération et traduction proposée.

## Alphabet gallo-étrusque
| Lieu de la découverte | Date de découverte | Support de l'inscription | Inscription                                                                                | Traductions proposées | Notes | Référence RIG | Illustration |
| --------------------- | ------------------ | ------------------------ | ------------------------------------------------------------------------------------------ | --- | ----- | ------------- | ------------ |
| Briona                | 1859               | stèle                    | 𐌗𐌅𐌍𐌏𐌗𐌅𐌋𐌉𐌊𐌏𐌉 𐌊𐌖𐌉𐌗𐌏𐌔 𐌋𐌄𐌊𐌅𐌗𐌏𐌔 𐌅𐌍𐌏𐌊𐌏𐌐𐌏𐌊𐌉𐌏𐌔 𐌔𐌄𐌗𐌖𐌐𐌏𐌊𐌉𐌏𐌔 𐌄𐌔𐌅𐌍𐌄𐌊𐌏𐌗𐌉 𐌅𐌍𐌅𐌃𐌄𐌖𐌉𐌑𐌄𐌏𐌔 𐌗𐌅𐌍𐌏𐌗𐌅𐌋𐌏𐌔 𐌊𐌅𐌃𐌍𐌉𐌕𐌖𐌔 | « Le fils de Dannotalos, Quintos le légat [et] Annocombogios, Setubogios, fils de Essannecottos [et] le fils d'Anarevisos - Dannotalos a érigé ce cairn » |       | E-1           |              |
| Todi                  | 1839               | stèle                    | [𐌅𐌗]𐌄𐌊𐌍𐌅𐌗𐌉 𐌗𐌃𐌖𐌗𐌉[𐌊]𐌍𐌉 [𐌊𐌅𐌃]𐌍𐌉𐌗𐌖 𐌋𐌏𐌊𐌅𐌍 𐌊𐌏[𐌉]𐌔𐌉𐌔 [𐌗𐌃]𐌖𐌗𐌉𐌊𐌍𐌏𐌔                                 | « Coisis fils de Drutos a érigé la tombe d'Ategnatos fils de Drutos »                                                                                     |       | E-5           |              |

## Alphabet grec
| Lieu de la découverte      | Date de découverte | Support de l'inscription | Inscription                                                                                                | Traductions proposées | Notes | Référence RIG | Illustration |
| -------------------------- | ------------------ | ------------------------ | --- | --- | ----- | ------------- | ------------ |
| Alise-Sainte-Reine         | 1906               | pierre                   | οαμ[ο]ταλο[ς] αυουωτ […] σεσ […] λαμα :λαρμα […] βιρακοτωυτι […] αννο […] κοβριτουλω […] β:ατ […] δω […]   | |       | G-257         |              |
| Cavaillon                  | 1910               | stèle                    | ελουισσα μαγουρειγι αουα                                                                                   | « À Magurix, Elvissa sa petite-fille » « Elvissa, petite-fille de Magurigos » « Elvissa, à Magurix, sa petite-fille »                                                         |       | G-121         |              |
| Cavaillon                  | 1910               | stèle                    | ατες ατεμαγουτι οννακουι                                                                                   | « Ates pour Atemagutis fils d'Onnos » |       | G-122         |              |
| Cavaillon                  | 1993               | pavement                 | ι]οουιγκορειξ [ου]ελτουοσ ηλιοσ λερε τ ]εκτου[ ]οσσον[                                                     | |       | G-556         |              |
| Collias                    | 1869               | pilier                   | εκιλιος ρ.ουμαν[ι]ος ανδοουναβο δ[ε]δ[ε] βρατου δεκαντεν                                                   | « Ekilios fils de Romanos a offert la dîme en gratitude ex voto aux Ondines [incertain] » « Ekilios fils de Romanos a offert la dîme en gratitude ex voto aux eaux d'en bas » |       | G-183         |              |
| Gargas                     | 1880               | bloc de pierre           | εσκεγγαι βλανδοουικουνιαι                                                                                  | « À Excenga fille de Blandovicu » |       | G-146         |              |
| L'Isle-sur-la-Sorgue       | 1884               | colonne                  | αδγεννοριγ[ι] ουερετομαρε[ο]υι                                                                             | « Pour Adgennorix fils de Veretomaros » |       | G-147         |              |
| Montagnac                  | 1898               | chapiteau                | αλλετ[ει]νος καρνονου αλ[ι]σο[ντ]εας                                                                       | « Alletinos au Carnonos d'Alisontia » |       | G-224         |              |
| Nîmes                      | 1742               | chapiteau                | αρταρ[ος ι]λλανουιακος δεδε ματρεβο ναμαυσικαβο βρατου δε[καντεν]                                          | « [-]artarps fils d'Illanuios a offert aux Mères Nîmoises en gratitude la dîme / ex uoto »                                                                                    |       | G-203         |              |
| Nîmes                      | 1876               | pierre                   | κασσιταλος ουρσικνος δεδε βρατου δεκαντεν αλα[-]εινουι                                                     | « Cassitalos fils de Versios a offert en gratitude la dîme / ex uoto à Ala[-]inos »                                                                                           |       | G-206         |              |
| Nîmes                      | 1992               | pierre                   | νερτου[ αρος] βοιου[ κν ]ος ν[-]μαρος ανδουσ[ ιατισ ]- ]μαδερα [-] ειωραι[ -]ικναι [-] ε [-] ο [-] ικασσι[ | « Nertomaros fils de Boios (et) N-maros d'Anduze ont dédié le madera à [-]icnia »                                                                                             |       | G-528         |              |
| Orgon                      | 1886               | pierre                   | ουηβρουμαρος δεδε ταρανοου βρατου δεκαντεμ                                                                 | « Vebrumaros a offer à Taranus en gratitude la dîme / ex uoto » |       | G-27          |              |
| Les Pennes-Mirabeau        | 1973               | bol                      | εσκεγγολατι ανιατειος ιμμι                                                                                 | « Je suis [le plat] d'Escengolatos qu'on ne doit pas voler » |       | G-13          |              |
| Saignon                    | 1867               | pierre                   | ]δβο [-]τοο [-] ουει ματικαν [-] λιουει καρνιτου[                                                          | |       | G-151         |              |
| Saint-Chamas               | 1949               | vasque                   | ]πορειξ ιουγιλλιακος δεδε βρατου βελεινο                                                                   | « ]porix fils de Iugillos a offer en gratitude / ex uoto fils de Nertecomaros »                                                                                               |       | G-28          |              |
| Saint-Germain-Source-Seine | 1953               | stèle                    | δαγολιτους αυοωυτ                                                                                          | « Dagolitus fait » |       | G-271         |              |
| Saint-Rémy-de-Provence     | 1950               | autel                    | κορνηλια ροκλοισιαβο βρατου δεκαντ[εν]                                                                     | « Cornelia aux Écoutantes en gratitude [a offert] la dîme / ex uoto » |       | G-65          |              |
| Saint-Rémy-de-Provence     | 1950               | autel                    | ματρεβο γλανεικαβο βρατου δεκαντεν                                                                         | « Aux Mères de Glanum en gratitude la dîme / ex uoto » |       | G-64          |              |

## Alphabet latin
| Lieu de la découverte      | Découverte    | Support de l'inscription      | Inscription | Traductions proposées | Notes                                                              | Référence RIG | Illustration |
| -------------------------- | ------------- | ----------------------------- | --- | --- | ------------------------------------------------------------------ | ------------- | --- |
| Alise-Sainte-Reine         | 1839          | Pierre de Martialis           | martialis dannotali ieuru ucuete sosin celicnon ❦etic gobedbi dugiíonti ío ục̣uetin in [ ]ạlisiía | |                                                                    | L-13          | |
| Argenton-sur-Creuse        | 1978          | pot à cuire                   | vercobretos readdas | « Le magistrat a consumé entièrement » (incertain) « Le magistrat a sacrifié » (incertain) « Le magistrat a déposé » (incertain) « Le magistrat a offert » (incertain) |                                                                    | L-78          | |
| Argenton-sur-Creuse        | 1973          | cruche en terre               | labrios neat uxoune | « Labrios a confié [incertain] à Uxouna » |                                                                    | L-77          | |
| Autun                      | 1844          | cartouche en pierre           | licnos contextos ieuru anualonnacu canecosedlon | « Licnos Contextos a dédié à Anvalonnacos le siège (d'or [incertain]) » |                                                                    | L-10          | |
| Autun                      | 1914          | peson de fuseau               | marcosior - maternia | « Que je sois chevauchée (moi) Maternia » (incertain) « Je veux chevaucher avec Maternia » (incertain) « Je veux être chevauché(e) par Maternia » (incertain) |                                                                    | L-117         | |
| Autun                      | 1914          | peson de fuseau               | nata uimpi - curmi da | « Belle fille, donne de la bière » « Une jolie fille, une bonne bière ! » |                                                                    | L-112         | |
| Auxey                      | XVIIIe siècle | pierre                        | iaccauos oppianicnos ieuru brigindone cantalon | « Iccavos fils d'Oppianos a dédié le cantalon à Brigindu » « Iccavos fils d'Oppianos a dédié le cantalon à Brigindona » |                                                                    | L-9           | |
| Banassac                   | 1872          | coupelle en céramique         | neddamon delgu linda | « Des voisins je contiens les boissons » « Des voisins je contiens la boisson » |                                                                    | L-50          | |
| Banassac                   | 1937          | coupe en céramique            | lubi rutenica onobía tíedi ulano celicnu | « Aime les eaux vives ruthènes - à toi est la satisfaction par ce vase » « Aime les eaux vives rutènes : tu es, toi, le prince du banquet » « Aime les coupes de Rutenos, parure [incertain] rouge du banquet » |                                                                    | L-51          | |
| Banassac                   | 1937          | coupe en céramique            | billicotas rebellias tioinuoru siluanos | « Les billicotae très belles, Silvanos les a produites », |                                                                    | L-52          | |
| Banassac                   | 1937          | petit vase                    | citmi ate solas lubi tarcot esoes | « aime [reste de la traduction incertain] » |                                                                    | L-53          | |
| Bath                       | 1979          | pendentif                     | adixoui deuina deueda andagin uindiorix cuamunai | [ 3 ] |                                                                    | L-107         | |
| Beaumont                   | 1847          |                               | subroni sumeli uoretouirius | « Voretovirius pour Bien-Douce, Bonne-Poitrine » | Les désinences sont latines.                                       |               | |
| Bordeaux                   |               | formules de Marcellus         | exugri conexugri glion aisus scrisumio uelor exugri conexugri lau | « Fuis, va-t-en, chose collante ! Aisus, je veux cracher ! Fuis, va-t-en, mal ! » « Va, va-t-en, glu ! Aisus, je veux cracher ! Va, va-t-en, mal ! » |                                                                    |               | |
| Bordeaux                   |               | formules de Marcellus         | in mon derco marcos axat ison | « Que Marcos emmène cela [qui est] dans mon œil » « Que le marc [incertain] emmène cela [qui est] dans mon œil ! » |                                                                    |               | |
| Cajarc                     | 1968          | assiette                      | ... redresta in uertamon nantou | « ... qu'il monte au sommet de la vallée » « qu'il regarde au sommet de la vallée » |                                                                    | L-49          | |
| Caudebec                   | 1886          | figurine                      | rextugenos sullias auuot | « Rextugenos, fils de Sulla, a fait » |                                                                    | L-22          | |
| Chamalières                | 1971          | Tablette de Chamalières       | andedion uediiumi dijiuion ri sun artiu mapon aruerriiatin lopites snieððdic sos brixtia anderon clucion floron nigrinon adgarion aemili on paterin claudion legitumon caelion pelign claudío pelign marcion uictorin asiatI con aððedilli etic secoui toncnaman toncsiiontío meion ponc sesit bue tid ollon reguccambion exsops pissiiumi tsoccaanti rissu ison son bissiet lugedessummiiis luge dessumíis lugedessumiis luxe | Je soumets à la Bonne Force des dieux et des Ande-dii Maponos Qui-Donne-Satisfaction, Pour que tu dises, pour nous et pour eux, les formules magiques des enfers, Caius Lucius Florus Nigrinus, l'invocateur, Aemilius Paterinus, Claudius Legitumus, Caelius Pelignus, Claudius Pelignus, Marcius Victorinus Asiaticus fils d'Adsedillos et tous ceux que les Secui détestent, tous ceux-là ils les dévouent. Quiconque que ma tablette a lié, que pour lui tout os droit devienne courbe. Celui que je lie avec cela, il deviendra aveugle par l'effet de cette Bonne Flèche. Consume ceux que j'ai dévoués; consume-les bien. |                                                                    | L-100         | |
| Chartres                   | 2011          | tablette de défixion en plomb | | |                                                                    |               | |
| Couchey                    | 1853          | passoire                      | doiros segomari iuru alisanu | « Doiros fils de Segomaros a dédié à Alisanos » |                                                                    | G-133         | |
| Grenouilly                 | 1894          | stèle                         | eluontiu ieuru . aneuno oclicno . lugurix aneunicno | « Aneunos fils d'Oclos et Lugurix fils d'Aneunos ont dédié à Eluontios » |                                                                    | L-4           | |
| Grafenstein                | 1977          | tuile                         | mogu . ciss[- petilau . íex[- ne . sadiíes[- ollo . so . uilo . [- ona . dom.. · oc[ ollo . so . uia . [ Ilugnu . si[ | |                                                                    | L-96          | |
| La Graufesenque            | 1901          | céramique                     | aricani lubitias ris tecuan doedo tidres trianis autagis cintux . xxc tuϑos decametos luxtos tuϑos . cintux. [ luxtodos . casidanaíone . legitum | |                                                                    | L-35.₁        | |
| La Graufesenque            | 1901          | céramique                     | sioxti albanos panna extra tuϑ | |                                                                    | L-31          | |
| La Graufesenque            | 1901          | céramique                     | prinas sibu [ - ta tuddus[- | |                                                                    | L-32          | |
| La Graufesenque            | 1901          | céramique                     | peculia rosiru ni adlo ni colliauto | | Découpage incertain.                                               | L-44          | |
| La Graufesenque            | 1901          | céramique                     | peculiaro siruni a(c) fronico(s) lliauto | | Découpage incertain.                                               | L-44          | |
| La Graufesenque            | 1901          | céramique                     | lubi caunonnas sincera | |                                                                    | L-37          | |
| La Graufesenque            | 1901          | céramique                     | autagis cintux XXI tuθos decametos luxtos | |                                                                    |               | Inscription d’époque romaine en écriture cursive gravée après cuisson sur un plat de céramique sigillée provenant de La Graufesenque. Il s’agit d’un bordereau de cuisson détaillant les quantités et les types de poteries lors d’une fournée. Conservée au musée Fenaille à Rodez (Aveyron). |
| Les Martres-de-Veyres      |               |                               | | |                                                                    | L-71          | |
| Lezoux                     | 1891          | statue en arkose              | a[ ... ] ie[uru] eso[ ... ] | |                                                                    | L-8-2         | |
| Lezoux                     | 1958          | céramique                     | serucnus euru num auitogniu duci | | Découpage incertain.                                               | L-65          | |
| Lezoux                     | 1958          | céramique                     | serullius euru nemnu atigne duci an[ | | Découpage et lecture incertaine.                                   | L-65          | |
| Lezoux                     | 1974          | terrine de poterie            | e[s]o ieuri rigani rosmertiac | « J'ai dédié à la Reine et à Rosmerta » « La Reine (en association) avec Rosmerta a offert cela » |                                                                    | L-67          | |
| Lezoux                     | années 1970   | assiette                      | [c]omíos [eu]ru clebíli caniísro | « Comios a offert à Clebila la corbeille » « Comios a dédié à Clebila la corbeille » |                                                                    | L-68          | |
| Lezoux                     | 1880          | céramique                     | calia ueíobiu sauni tíoberte mouno | « Je me marierai avec Cala fille de Saunos qui a porté Mo(g)unos » |                                                                    | L-70          | |
| Lezoux                     | 1970          | Plat de Lezoux (céramique)    | | |                                                                    |               | |
| L'Hospitalet-du-Larzac     | 1983          | Plomb du Larzac               | | |                                                                    | L-98          | |
| Limé                       | 1887          | vase                          | ibetis uciu . andecari. biiete | « Buvez de ceci (et) soyez très aimables » |                                                                    | L-132         | |
| Monastère-sous-Rodez       | 1870          | tablette de défixion en plomb | bregissa branderix drondo gines drondo metis denuntio tibi ne acce dat termina mea mol…ius bregissa branderix drondo genes drondo metis denuntio tibi ne accedas termina mea mol… breigissa … … …dron… drondometes den[untio…] accedas […ter]mina me… amol… | « Je t’ensorcelle pour que le plomb magique n’entre pas dans mes domaines » | Nommé Plomb de Mas-Marcou et parfois indiqué comme trouvé à Flavin | L-99          | |
| Naintré                    | 1795          | menhir                        | ratin briuatiom frontu tarbetis[co]nios ieuru | « Frontu fils de Tarbetiscos a dédié le rati- des Brivates » |                                                                    | L-3           | |
| Néris-les-Bains            | 1836          | pierre                        | bratronos nanton(t)icn[os] epađatextorici leucutio suiorebe logitoi | « Bratonos fils de Nantonios a [établi ?] pour Epatsatectorix le leucutios avec les sœurs » |                                                                    | L-6           | |
| Nevers                     | 1492          | pierre                        | andecamulos . toutissicnos ieuru | « Andecamulos fils de Toutissos a dédié ... » |                                                                    | L-11          | |
| Paris                      | XVIIe siècle  | piliers                       | taruos trigaranus | « Le Taureau aux trois grues » |                                                                    | L-14          | |
| Paris                      | XVIIe siècle  | piliers                       | senant u[-]etlon | « Ils accomplissent un sacrifice ... » |                                                                    | L-14          | |
| Plumergat                  | 1858          | borne                         | vabros [-]at atrebo aganntobo durneo giapo | « Vabros a dressé [ceci] aux pères borneurs pour Giapos fils de Dumos » |                                                                    | L-15          | |
| Ptuj                       | 1894          | pierre                        | artebudzbrogdui | « Artebrudz(os) pour Celui-du-Pays » |                                                                    |               | |
| Reims                      | 1898          | bague                         | versui diuuogna uixuuioni | « Diuuogna pour Uixuuio(na), fils de Versuos » |                                                                    | L-125         | |
| Saint-Germain-Source-Seine | 1953          | stèle                         | aresequani ariíos iourus luciío[n] nertecoma[ri] | « Les Aréséquanes et Arios ont dédié [la stèle de] ucios fils de Nertecomaros » |                                                                    | L-12          | |
| Saint-Révérien             | 1914          | peson                         | moni gnatha gabi - buđđuton imon | « Viens ma fille, prends mon pénis » |                                                                    | L-119         | |
| Sazeirat                   | 1864          | pierre                        | sacer peroco ieuru duorico u.s.l.m. | « Sacer fils de Peros a dédié le portique, u(otum) s(otum) l(ibens) m(erito) » |                                                                    | L-7           | |
| Sens                       | 1914          | peson                         | geneta imi - daga uimpi | « Je suis une fille, bonne et belle » |                                                                    | L-120         | |
| Séraucourt                 | 1848          | vase                          | Buscilla sosio legasit in alixie magalu | « Buscilla a déposé ceci à Alise pour Magalos » |                                                                    | L-79          | |
| Thiaucourt                 | 1885          | bague                         | adiantunne ni exuerti ni nappisetu | « Très Désiré, ne nous quitte pas quoi qu'il advienne » | Segmentation de L. Fleuriot.                                       | L-127         | |
| Thiaucourt                 | 1885          | bague                         | adiantunne, ni exuertinin appisetu | « Adiantunnos, cette bague ne doit pas voir une infidèle » | Segmentation de Meid.                                              | L-127         | |

## Inscription à l'authenticité incertaine
| Lieu de la découverte | Découverte | Support de l'inscription | Inscription                        | Traductions proposées                                                          | Notes                        | Référence RIG |
| --------------------- | ---------- | ------------------------ | ---------------------------------- | ------------------------------------------------------------------------------ | ---------------------------- | ------------- |
| Berne                 | 1984       | plaque de zinc           | ΔΟΒΝΟΡΗΔΟ ΓΟΒΑΝΟ ΒΡΕΝΟΔΩΡ ΝΑΝΤΑRΩR | « Dubnoredos forgeron, (originaire de) Brennodurum (dans la) vallée de l'Aar » | Peut-être une falsification. | L-106         |